# Васіле Устурой
Васіле Устурой (нім. Vasile Usturoi, 3 квітня 1997, Румунія) — бельгійський боксер румунського походження, чемпіон Європи серед аматорів.

## Аматорська кар'єра
Васіле Устурой народився у Румунії, а у віці дванадцяти років переїхав з сім'єю до Бельгії, де і почав займатися боксом.
На Європейських іграх 2019 переміг Нандора Чока (Угорщина), а в другому бою програв Пітеру Макгрейл (Велика Британія).
На чемпіонаті світу 2019 програв у другому бою Чатчай Бутді (Таїланд).
На чемпіонаті світу 2021 програв у першому бою майбутньому чемпіону Джамалу Гарві (США).
На чемпіонаті Європи 2022 став чемпіоном.
- У 1/8 фіналу переміг Адама Гессіона (Ірландія) — 4-1
- У чвертьфіналі переміг Михайла Дзязько (Україна) — 4-1
- У півфіналі переміг Мікеле Балдассі (Італія) — 5-0
- У фіналі переміг Артура Базеяна (Вірменія)— 3-2

Медаль Васіле Устурой для Бельгії стала першою після чемпіонату Європи з боксу 1955 року і першою золотою після чемпіонату Європи з боксу 1951 року.
На Європейських іграх 2023 завоював бронзову медаль і кваліфікувався на Олімпійські ігри 2024.
- В 1/8 фіналу переміг Ардіта Мурджа (Албанія) — 5-0
- У чвертьфіналі переміг Фредеріка Янсена (Данія) — RSC R1
- У півфіналі програв Хосе Кілесу (Іспанія) — 0-5

На Олімпійських іграх 2024 програв в першому бою Чарлі Сеньйору (Австралія).